# Blazon Stone
Blazon Stone és el sisè àlbum del grup alemany Running Wild.

## Cançons
1. "Blazon Stone" (Rolf Kasparek) – 6:29
2. "Lonewolf" (Rolf Kasparek) – 4:47
3. "Slavery" (Rolf Kasparek) – 5:14
4. "Fire & Ice" (AC) – 4:08
5. "Little Big Horn" (Rolf Kasparek) – 4:57
6. "Over the Rainbow" (Jens Becker) – 1:55
7. "White Masque" (Rolf Kasparek) – 4:16
8. "Rolling Wheels" (Jens Becker) – 5:31
9. "Bloody Red Rose" (Rolf Kasparek) – 5:04
10. "Straight to Hell" (Jens Becker) – 3:49
11. "Heads or Tails" (Rolf Kasparek) – 4:57
12. "Billy The Kid" (AC/Rolf Kasparek - AC) (Bonus) – 4:49
13. "Genocide" (Phil Lynott) (Bonus) – 4:47

"Genocide" és una versió de Thin Lizzy.

"Little Big Horn" explica la batalla de Little Bighorn el 1876.

"Billy The Kid" explica el famós lladre i assassí americà del segle dinou, Billy el Nen.

## Membres
- "Rock 'n'" Rolf Kasparek - veu i guitarra
- Axel Morgan - guitarra
- Jens Becker - Baix elèctric
- AC - Bateria